# Jerry Ciccoritti

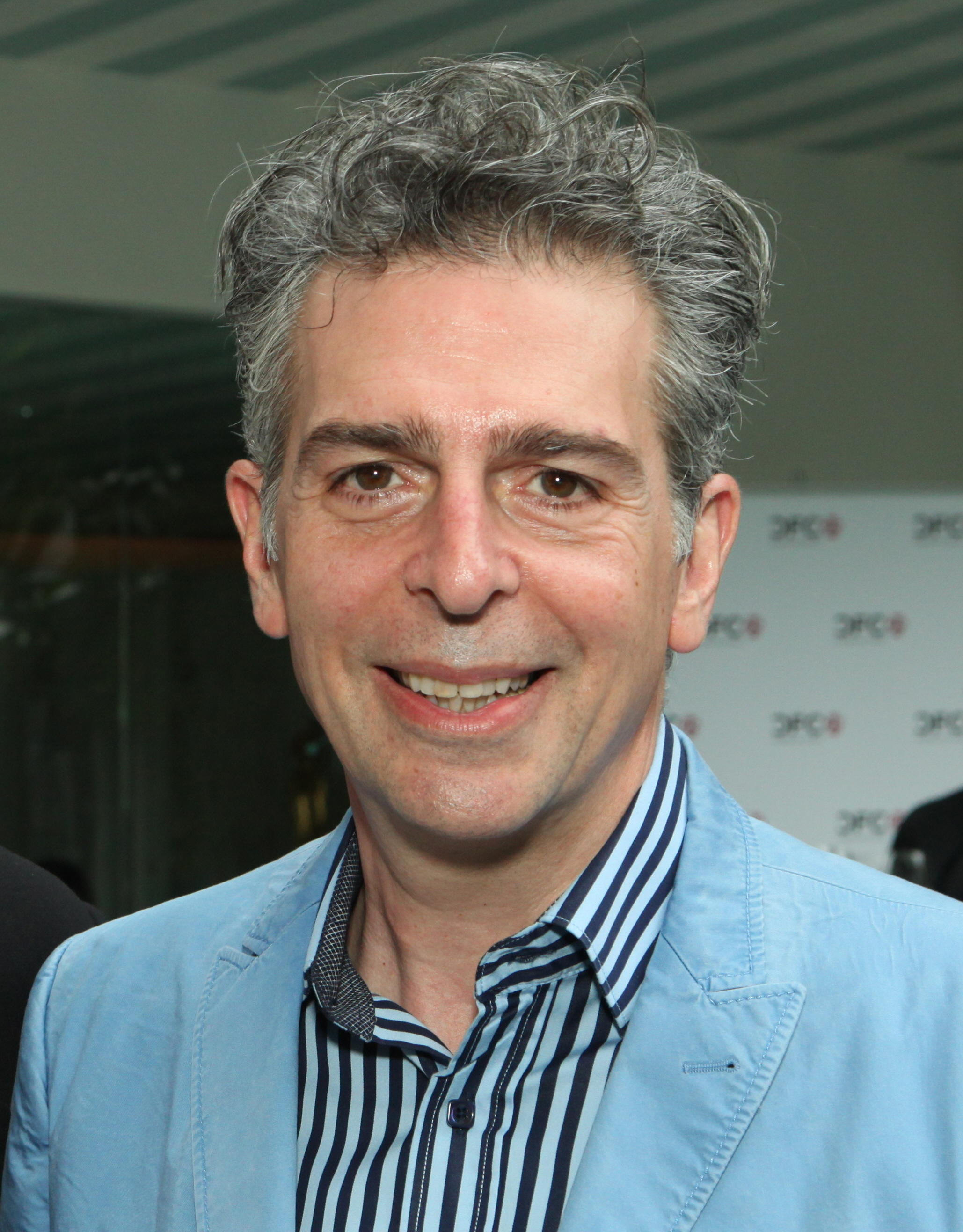
Jerry Ciccoritti (2013)

Jerry Ciccoritti (* 5. August 1956 in Toronto, Ontario; eigentlich Gerard Ciccoritti) ist ein kanadischer Filmregisseur. Er wirkt auch als Drehbuchautor, Schauspieler, Filmproduzent und Szenenbildner.

## Leben und Leistungen
Ciccoritti ist ein Nachkomme italienischer Einwanderer. Seine Eltern heißen Joseph und Patricia, geborene Teoli. Er wuchs in Toronto auf und wollte Maler werden. In der Highschool drehte er mit einem Freund einen Super-8-Kurzfilm. Er sammelte Erfahrungen in dutzenden weiteren kurzen Filmen und besuchte anschließend die York University. Nach einem Jahr verließ er sie, schrieb das Drehbuch, produzierte und führte Regie bei seinem ersten Independentfilm Psycho Girls (1985). Die Horrorkomödie wurde in neun Tagen für 15000 Dollar gedreht. Canon Films erwarb sie um den zehnfachen Betrag.
Für seine Regieleistungen im Fernsehen gewann Ciccoritti insgesamt acht Gemini Awards, nämlich 1994, 1996, zweimal 1997, im Herbst 1998, 2001, 2002 und 2003, nominiert wurde er in den Jahren 1995, 2000 und 2001. Canadian Comedy Awards erhielt er 2001 und 2002 für die Regie in der Fernsehserie Made in Canada, geteilt mit anderen. Die Directors Guild of Canada verlieh ihm DGC Craft Awards, nämlich 2003 in zwei Kategorien für die biografische Miniserie Trudeau über den früheren kanadischen Premierminister Pierre Trudeau und 2005 für das Filmdrama Lives of the Saints mit Sophia Loren als Hauptdarstellerin.
Nominierungen für diesen kanadischen Preis gab es 2004 und 2005. Im Jahr 2005 wurde Ciccoritti für den Kinofilm Blood bei den Genie Awards in der Kategorie Bestes adaptiertes Drehbuch nominiert.

## Filmografie (Auswahl)
| Regie - 1983: Der Hitchhiker (Fernsehserie) - 1985: Psycho Girls - 1987: Nachtschicht (Graveyard Shift) - 1988: Love & Die - 1988: Graveyard Shift 2 (The Understudy: Graveyard Shift II) - 1991: The Hidden Room (Fernsehserie) - 1992: Nick Knight – Der Vampircop (Forever Knight) (Fernsehserie) - 1992: Catwalk – Eine Band will nach oben (Catwalk) (Folge: Billy's Blues) - 1992: Highlander (Highlander: The Series) (Fernsehserie) - 1993: Paris, France - 1994: TekWar: Recht und Gesetz im Cyberspace (TekWar: TekJustice) - 1994: Ein Mountie in Chicago (Due South, Folge: Gift of the Wheelman) - 1995: Net Worth - 1996: Straight Up (Fernsehserie) - 1996: Poltergeist – Die unheimliche Macht (Poltergeist: The Legacy, Folge: The Tenement) - 1997: Dark Prayer – Tödliche Bedrohung (A Prayer in the Dark) - 1998: Boy Meets Girl – Liebe wirkt Wunder (Boy Meets Girl) - 1998: Made in Canada (Fernsehserie) - 1999: The Life Before This - 1997–2000: Nikita (La Femme Nikita, 3 Folgen) - 2001: The Associates (Fernsehserie) - 2001: Chasing Cain - 2002: Chasing Cain: Face - 2002: The Many Trials of One Jane Doe - 2002: Trudeau (Miniserie) - 2003: The Death and Life of Nancy Eaton - 2004: Blood - 2004: Lives of the Saints | - 2004–2005: Puppets Who Kill (2 Folgen) - 2005: ReGenesis (2 Folgen) - 2005: Murder in the Hamptons - 2005: Shania: A Life in Eight Albums - 2006: Dragon Boys (Miniserie) - 2013: Der Traum vom Glück (Holidaze) - 2024: Hot Frosty Drehbuchautor - 1985: Psycho Girls - 1987: Die Angst im Auge (Skull: A Night of Terror) - 1987: Nachtschicht (Graveyard Shift) - 1988: Graveyard Shift 2 (The Understudy: Graveyard Shift II) - 1989: Whispers (A Whisper to a Scream) - 1991: Augen der Lust (Bedroom Eyes II) - 2004: Blood Schauspieler - 1985: Psycho Girls - 1987: Nachtschicht (Graveyard Shift) - 1992: Hurt Penguins - 1993: The Hidden Room (Folge: Her Life as a Dog) - 1998: Scandalous Me: The Jacqueline Susann Story - 2000: Karrieregeil (Out of Sync) Produzent - 1985: Psycho Girls - 1987: Nachtschicht (Graveyard Shift) - 1989: Whispers (A Whisper to a Scream) Szenenbild - 1988: Graveyard Shift 2 (The Understudy: Graveyard Shift II) - 1989: Whispers (A Whisper to a Scream) |